# 기비바이트
| 바이트 크기     | 바이트 크기  | 바이트 크기 | 바이트 크기 | 바이트 크기        | 바이트 크기 |
| SI 접두어       | SI 접두어    | 전통적 용법 | 전통적 용법 | 이진 접두어        | 이진 접두어 |
| 기호(이름)      | 값           | 기호        | 값          | 기호(이름)         | V값         |
| --------------- | ------------ | ----------- | ----------- | ------------------ | ----------- |
| kB (킬로바이트) | 10001 = 103  | KB          | 10241 = 210 | KiB (키비바이트)   | 210         |
| MB (메가바이트) | 10002 = 106  | MB          | 10242 = 220 | MiB (메비바이트)   | 220         |
| GB (기가바이트) | 10003 = 109  | GB          | 10243 = 230 | GiB (기비바이트)   | 230         |
| TB (테라바이트) | 10004 = 1012 | TB          | 10244 = 240 | TiB (테비바이트)   | 240         |
| PB (페타바이트) | 10005 = 1015 | PB          | 10245 = 250 | PiB (페비바이트)   | 250         |
| EB (엑사바이트) | 10006 = 1018 | EB          | 10246 = 260 | EiB (엑스비바이트) | 260         |
| ZB (제타바이트) | 10007 = 1021 | ZB          | 10247 = 270 | ZiB (제비바이트)   | 270         |
| YB (요타바이트) | 10008 = 1024 | YB          | 10248 = 280 | YiB (요비바이트)   | 280         |

기비바이트(영어: Gibibyte, GiB) 또는 기가 이진 바이트(Giga binary byte)는 정보나 컴퓨터 저장장치의 단위이다. 1998년 국제전기기술위원회(IEC)에 의해 정의된 이진 단위의 하나이다.
1 기가 이진 바이트 = 230 바이트 = 1,073,741,824 바이트 = 1024 메비바이트
기가 이진 바이트와 비슷한 유의어인 기가바이트는 109 바이트 = 1,000,000,000 바이트(이진 접두어 참조)로 사용된다.

## 같이 보기
- 메비바이트
- 테비바이트
- 기가바이트
- 이진 접두어
- SI 접두어
- 바이트
- 기비비트